# Rivière de la Roche Plate
Pour les articles homonymes, voir Roche (homonymie).
La rivière de la Roche Plate est un affluent du Bras du Nord, coulant dans le territoire de la municipalité de Saint-Raymond, dans la municipalité régionale de comté (MRC) de Portneuf, dans la région administrative de la Capitale-Nationale, dans la province de Québec, Canada. La partie supérieure de cette rivière coule dans la partie Ouest de la réserve faunique des Laurentides.
La partie inférieure de la vallée de la rivière de la Roche Plate est surtout desservie par le chemin du rang Saguenay qui remonte d'abord vers le nord et bifurque vers l'ouest pour desservir la rive nord du Bras du Nord dont le hameau Pine Lake. Une autre route forestière secondaire remonte cette petite vallée.
La foresterie constitue la principale activité économique de ce secteur ; les activités récréotouristiques, en second.
La surface de la rivière de la Roche Plate (sauf les zones de rapides) est généralement gelée de début décembre à fin mars, mais la circulation sécuritaire sur la glace se fait généralement de fin décembre à début mars. Le niveau de l'eau de la rivière varie selon les saisons et les précipitations ; la crue printanière survient en mars ou avril.

## Géographie
Les principaux bassins versants voisins de la rivière de la Roche Plate sont :
- côté nord : rivière Neilson, lac Couat, ruisseau Couat, rivière Talayarde ;
- côté est : rivière Talayarde ;
- côté sud : Bras du Nord ;
- côté ouest : Bras du Nord, rivière Neilson[1].

La rivière de la Roche Plate prend sa source d'un petit lac forestier non identifié (longueur : 0,23 km ; altitude : 647 m). Cette embouchure du lac est située à 8,6 km au nord de l'embouchure de la rivière de la Roche Plate ; à 24,6 km au nord de l'embouchure du Bras du Nord ; à 68,8 km au nord de l'embouchure de la rivière Sainte-Anne.
La rivière de la Roche Plate coule sur 9,7 km vers le sud-ouest relativement en ligne droite dans la municipalité de Saint-Raymond, avec une dénivellation de 457 m. Ce cours d'eau descend entièrement dans une petite vallée en milieu forestier selon les segments suivants :
- 3,3 km vers le sud, notamment en traversant un petit lac non identifié, puis en traversant sur 0,3 km le lac Plat (altitude : 623 m), jusqu'à la décharge (venant de l'ouest) du Lac Bédard et du Petit lac Bédard ;
- 4,3 km vers le sud accusant une dénivellation de 380 m en descendant la montagne, jusqu'à un ruisseau (venant de l'ouest) ;
- 2,1 km vers le sud dans une petite vallée, jusqu'à son embouchure[1].

Elle se déverse en amont d'un coude de rivière dans le Bras du Nord, soit à 3,4 km en amont du hameau Pine Lake.
À partir de cette confluence, le courant descend le cours du Bras du Nord sur 28,1 km vers le sud, puis suit le cours de la rivière Sainte-Anne sur 76 km généralement vers le sud-ouest, jusqu'à la rive nord-ouest du fleuve Saint-Laurent.

## Toponymie
Le toponyme Rivière de la Roche Plate a été officialisé le 5 décembre 1968 à la Banque des noms de lieux de la Commission de toponymie du Québec.